# Liga de la Organización Coreana de Béisbol
La Liga de la Organización Coreana de Béisbol (KBO League) (en coreano: KBO 리그) oficialmente la Shinhan Bank SOL KBO League, consta de una fase regular que comienza en abril, y después se realizan unos playoff entre los cuatro primeros por la Serie Coreana. El campeón de la liga se clasifica directamente para la final. El equipo campeón representa a Corea del Sur en la Serie de Asia, frente al campeón de la Serie de Japón (Liga Japonesa de Béisbol Profesional). El club que más títulos ha ganado hasta la fecha ha sido KIA Tigers de Gwangju, con 11 títulos.

## Estructura del campeonato
La Liga KBO consta de una única liga, que se disputa de abril a septiembre. Cada equipo juega un total de 144 partidos, y dos equipos se enfrentarán un mínimo de 16 ocasiones en toda una temporada. Si hay un empate una vez se han jugado 9 entradas, cabe la posibilidad de que se disputen hasta un máximo de 3 adicionales para decidir un vencedor y una vez se hayan disputado 12 entradas se da por concluido el encuentro con empate. Existe una excepción en las primeras jornadas, con los partidos limitados a 9 entradas. Cada 17 de julio se celebra un partido de las estrellas.
Una vez concluye la liga regular, se disputan las Series de Corea. Se clasifican los cuatro primeros equipos de la tabla  basándose en el número de victorias y derrotas, y los empates cuentan como una derrota a la hora de calcular los porcentajes. El primer clasificado pasa directamente a la final de la Serie, mientras que el segundo se enfrentará en un partido al vencedor de una ronda entre el tercer y cuarto clasificado. La Serie de Corea es al mejor de siete partidos, y si hay un empate el partido se vuelve a disputar. El vencedor es campeón de Corea del Sur y representa al país en la Serie de Asia.
A diferencia de los equipos de la MLB, los equipos coreanos se conocen por el nombre de las empresas o patrocinadores que poseen el equipo, y su continuidad depende directamente de ellas. Además, las franquicias suelen estar ubicadas en grandes núcleos urbanos más que en una ciudad concreta. Sólo hay dos equipos surcoreanos que han mantenido su nombre y localía desde 1982: Samsung Lions y Lotte Giants.

## Historia

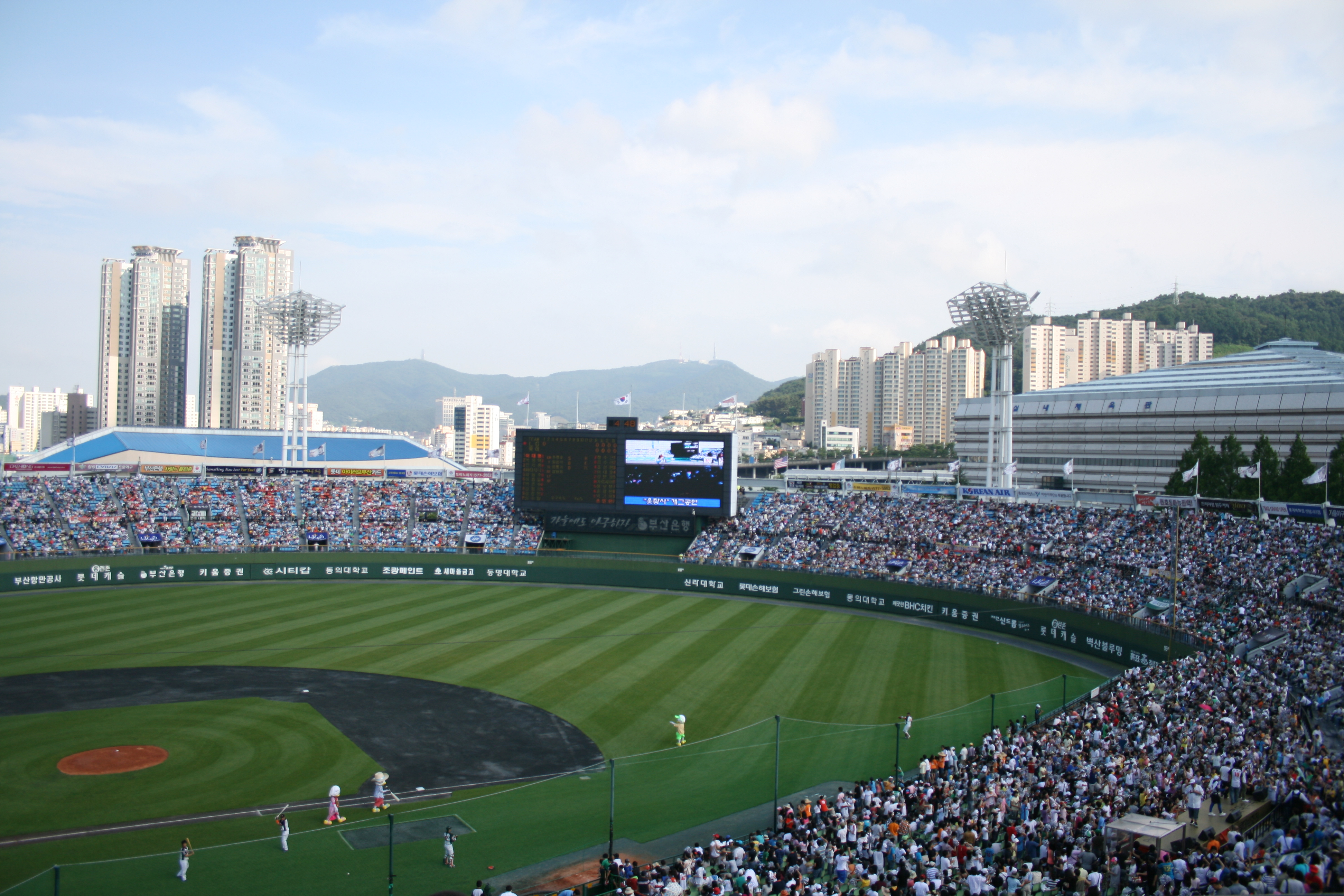
Lance de un encuentro de los Lotte Giants.

El béisbol es el deporte más popular en Corea del Sur desde que fuera introducido en 1905 por misioneros estadounidenses, pero hasta 1981 no contaba con un campeonato profesional. El 11 de diciembre de 1981 se constituyó la Organización Coreana de Béisbol, que otorgó franquicias de béisbol a seis grandes empresas del país. Los debutantes fueron:
| Equipo           | Ciudad  | Propietario | Denominación actual |
| ---------------- | ------- | ----------- | ------------------- |
| Samsung Lions    | Daegu   | Samsung     | Samsung Lions       |
| OB Bears         | Daejeon | Doosan      | Doosan Bears        |
| Haitai Tigers    | Gwangju | Haitai      | KIA Tigers          |
| MBC Blue Dragons | Seúl    | MBC TV      | LG Twins            |
| Lotte Giants     | Busán   | Lotte       | Lotte Giants        |
| Sammi Superstars | Incheon | Sammi Food  | Nexen Heroes        |

La liga debutó el 27 de marzo de 1982, con un primer partido entre MBC Blue Dragons y Samsung Lions en el Estadio Dongdaemun de Seúl, y contó con el saque inicial del entonces presidente surcoreano, Chun Doo-hwan. El campeonato se mantuvo sin cambios durante tres temporadas, con Seo Jong-chul como primer comisionado, hasta que en 1985 Sammi vendió su franquicia al grupo Cheongbo, que cambió su nombre por Cheongbo Pintos.
En 1986, OB Bears se trasladó a Seúl y cambió su nombre por Doosan Bears, lo que dejó a Daejeon sin un equipo de béisbol. Esto conllevó la primera expansión de la liga, que concedió una séptima franquicia en esa ciudad al grupo Binggrae para crear los Binggrae Eagles (actual Hanwha Eagles desde 1993). Dos años después, Cheongbo vendió su franquicia al grupo cosmético Amore Pacific, y el equipo pasó a llamarse Taepyeongyang Dolphins. En 1990 se produce un nuevo cambio, cuando LG compra el equipo de béisbol de MBC y se convierte en LG Twins.
La KBO creó en 1990 una octava plaza que fue para Ssangbangwool Raiders de Jeonju, y cerró el campeonato a próximas incorporaciones. A pesar de los continuos cambios de propietarios e incluso de ciudad, la liga se asentó entre los surcoreanos. Ese mismo año, Japón propuso disputar un partido cada cuatro años entre los mejores jugadores de la KBO y los de la NPB. Aunque la liga intentó cambiar el sistema de liga regular por uno de dos conferencias, la nueva estructura no tuvo éxito y se recuperó el sistema actual en 2001. También se introdujeron cambios como la figura del agente libre, que permitía a un jugador con 10 años de experiencia negociar gratis con otro club.
El nuevo siglo no estuvo exento de cambios. El conglomerado Hyundai compró el equipo de béisbol de Taepyeongyang y cambió su nombre por Hyundai Unicorns, que se mudó  a Suwon procedente de Incheon. Esa última ciudad no se quedó sin club de béisbol, porque en 1999 Ssangbangwool Raiders desaparece y su lugar lo ocupa el teleoperador SK, que forma los SK Wyverns. Un año después la marca de automóviles KIA compró la franquicia Tigers, y en 2007 Hyundai se deshizo de su equipo, que se refundó un año después como Heroes, siendo el tercer equipo de Seúl.

## Equipos Actuales
| Equipo        | Ciudad   | Estadio                            | Capacidad | Fundado |
| ------------- | -------- | ---------------------------------- | --------- | ------- |
| Doosan Bears  | Seúl     | Estadio de Béisbol de Jamsil       | 30.000    | 1982    |
| NC Dinos      | Changwon | Estadio de Béisbol de Masan        | 16.000    | 2011    |
| Nexen Heroes  | Seúl     | Estadio de Béisbol de Gocheok Dome | 22.000    | 2008    |
| LG Twins      | Seúl     | Estadio de Béisbol de Jamsil       | 30.000    | 1982    |
| Kia Tigers    | Gwangju  | Estadio de Gwangju                 | 27.000    | 1982    |
| SK Wyverns    | Incheon  | Estadio de Béisbol de Munhak       | 28.500    | 2000    |
| Hanwha Eagles | Daejeon  | Estadio de Béisbol de Daejeon      | 10.000    | 1986    |
| Lotte Giants  | Busán    | Estadio de Béisbol de Sajik        | 28.500    | 1982    |
| Samsung Lions | Daegu    | Estadio de Béisbol de Daegu        | 29.000    | 1982    |
| KT Wiz        | Suwon    | Estadio de Béisbol de Suwon        | 20.000    | 2013    |

## Palmarés
| - 1982 OB Bears - 1983 Haitai Tigers - 1984 Lotte Giants - 1985 Samsung Lions - 1986 Haitai Tigers - 1987 Haitai Tigers - 1988 Haitai Tigers - 1989 Haitai Tigers - 1990 LG Twins | - 1991 Haitai Tigers - 1992 Lotte Giants - 1993 Haitai Tigers - 1994 LG Twins - 1995 OB Bears - 1996 Haitai Tigers - 1997 Haitai Tigers - 1998 Hyundai Unicorns - 1999 Hanwha Eagles | - 2000 Hyundai Unicorns - 2001 Doosan Bears - 2002 Samsung Lions - 2003 Hyundai Unicorns - 2004 Hyundai Unicorns - 2005 Samsung Lions - 2006 Samsung Lions - 2007 SK Wyverns - 2008 SK Wyverns | - 2009 KIA Tigers - 2010 SK Wyverns - 2011 Samsung Lions - 2012 Samsung Lions - 2013 Samsung Lions - 2014 Samsung Lions - 2015 Doosan Bears - 2016 Doosan Bears - 2017 KIA Tigers | - 2018 SK Wyverns - 2019 Doosan Bears - 2020 NC Dinos - 2021 KT Wiz - 2022 SSG Landers - 2023 LG Twins |

| Series apariciones | Equipo                              | Victorias | Derrotas | PCT VICT % | Temporada(s)                                                                                               |
| ------------------ | ----------------------------------- | --------- | -------- | ---------- | --- |
| 17                 | Samsung Lions                       | 8         | 10       | .412       | 1982, 1984, 1985, 1986, 1987, 1990, 1993, 2001, 2002, 2004, 2005, 2006, 2010, 2011, 2012, 2013, 2014, 2015 |
| 14                 | Doosan Bears (OB Bears)             | 6         | 8        | .429       | 1982, 1995, 2000, 2001, 2005, 2007, 2008, 2013, 2015, 2016, 2017, 2018, 2019, 2020                         |
| 11                 | Kia Tigers (Haitai Tigers)          | 11        | 0        | 1.000      | 1983, 1986, 1987, 1988, 1989, 1991, 1993, 1996, 1997, 2009, 2017                                           |
| 8                  | SSG Landers (SK Wyverns)            | 4         | 4        | .500       | 2003, 2007, 2008, 2009, 2010, 2011, 2012, 2018                                                             |
| 6                  | Hyundai Unicorns (Pacific Dolphins) | 4         | 2        | .667       | 1994, 1996, 1998, 2000, 2003, 2004                                                                         |
| 6                  | LG Twins (MBC Chungyong)            | 2         | 4        | .333       | 1983, 1990, 1994, 1997, 1998, 2002                                                                         |
| 6                  | Hanhwa Eagles (Binggrae Eagles)     | 1         | 5        | .167       | 1988, 1989, 1991, 1992, 1999, 2006                                                                         |
| 4                  | Lotte Giants                        | 2         | 2        | .500       | 1984, 1992, 1995, 1999                                                                                     |
| 2                  | NC Dinos                            | 1         | 1        | .500       | 2016, 2020                                                                                                 |
| 2                  | Kiwoom Heroes (Nexen Heroes)        | 0         | 2        | .000       | 2014, 2019                                                                                                 |